# Pau Víctor
Pau Víctor Delgado  (Sant Cugat del Vallès, 2001. november 26. –) spanyol labdarúgó, csatár. A La Ligában szereplő FC Barcelona játékosa.

## Pályafutása
A Junior FC-nél kezdte el karrierjét, ahonnan tinédzserként csatlakozott a Sabadell korosztályához, majd három évvel később, 2018-ban a Girona U19-es csapatatához.
2020. július 20-án játszotta az első pofi mérkőzését, egy 2–0-ra elvesztett másodosztályú bajnokin az AD Alcorcón ellen a 2019–2020-as szezonban. A 2022–2023-as idényben a korábbi nevelő együttese a Sabadell kölcsönbe szerződtette. A klub színeiben 36 mérkőzésen hét alkalommal volt eredményes és hat gólpasszt jegyzett.
A 2023–2024-es idényben kölcsönbe került az FC Barcelona B csapatához, ahol 39 mérkőzésen húsz gólt és hat gólpasszt szerzett. 2024. július 24-én a kimagasló teljesítményét követően öt évre szerződtette az FC Barcelona.

## Statisztika
2025. július 17-i állapot szerint
| Klub                  | Szezon           | Bajnokság             | Bajnokság | Bajnokság | Kupa  | Kupa  | Nemzetközi kupa | Nemzetközi kupa | Egyéb | Egyéb | Összes | Összes |
| Klub                  | Szezon           | Liga                  | Mérk.     | Gólok     | Mérk. | Gólok | Mérk.           | Gólok           | Mérk. | Gólok | Mérk.  | Gólok  |
| --------------------- | ---------------- | --------------------- | --------- | --------- | ----- | ----- | --------------- | --------------- | ----- | ----- | ------ | ------ |
| Girona                | 2019–20          | Segunda División      | 1         | 0         | 0     | 0     | –               | –               | 0     | 0     | 1      | 0      |
| Girona                | 2020–21          | Segunda División      | 7         | 0         | 3     | 0     | –               | –               | 0     | 0     | 10     | 0      |
| Girona                | Összesen         | Összesen              | 8         | 0         | 3     | 0     | 0               | 0               | 0     | 0     | 11     | 0      |
| Girona B              | 2020–21          | Tercera División      | 14        | 6         | –     | –     | –               | –               | 1     | 0     | 15     | 6      |
| Girona B              | 2021–22          | Tercera División RFEF | 31        | 8         | –     | –     | –               | –               | 2     | 0     | 33     | 8      |
| Girona B              | Összesen         | Összesen              | 45        | 14        | 0     | 0     | 0               | 0               | 3     | 0     | 48     | 14     |
| Sabadell (kölcsön)    | 2022–23          | Primera Federación    | 36        | 7         | 0     | 0     | –               | –               | 0     | 0     | 36     | 7      |
| Barcelona B (kölcsön) | 2023–24          | Primera Federación    | 35        | 18        | –     | –     | –               | –               | 4     | 2     | 39     | 20     |
| Barcelona             | 2024–25          | La Liga               | 21        | 2         | 2     | 0     | 6               | 0               | 0     | 0     | 29     | 2      |
| KARRIER ÖSSZESEN      | KARRIER ÖSSZESEN | KARRIER ÖSSZESEN      | 143       | 41        | 5     | 0     | 6               | 0               | 7     | 2     | 163    | 43     |

Jegyzetek
1. ↑  Mérkőzése(i) a(z) Tercera División play-offs-ban
2. ↑  Mérkőzése() a(z) Tercera División RFEF play-offs-ban
3. ↑  Mérkőzése(i) a(z) Primera Federación play-offs-ban
4. ↑  Mérkőzése(i) a(z) Bajnokok Ligájában